# Nguyên âm đơn
Nguyên âm đơn là nguyên âm mà khi phát âm, lưỡi và cơ quan nói khác không di chuyển và âm tiết chỉ gồm một âm vị nguyên âm duy nhất, phân biệt với nguyên âm đôi - kết hợp của hai nguyên âm kế nhau trong cùng một âm tiết.